# 武装党卫队外籍成员及志愿者

1943年5月，党卫队加利西亚师的乌克兰志愿部队在萨诺克行进

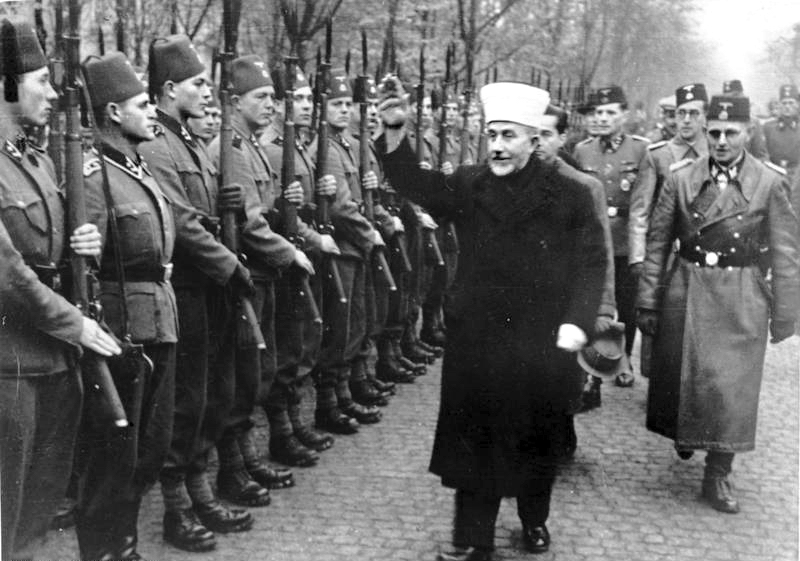
1943年11月，党卫队第13“弯刀”山地步兵师（即克罗地亚第1师）的波斯尼亚志愿部队正在接受哈吉·阿明·侯赛尼和党卫队旅队领袖卡尔·古斯塔夫·索伯茨威格的检阅

在第二次世界大战期间，武装党卫队召集了大量的外籍志愿部队和征召部队。在1940年至1945年间，约有500,000外籍士兵和海外德裔士兵加入了武装党卫队，其中大部分士兵都来自德占欧洲。这些外籍部队由党卫队全国领袖海因里希·希姆莱领导的党卫队总司令部（德语：SS Führungshauptamt）统一调度。动员完成后，由国防军最高统帅部负责战略部署和指挥。

## 武装党卫队历史
武装党卫队是纳粹党卫队下属的准军事组织。其前身可追溯到1933年由约瑟夫·迪特里希选出的120名党卫队员所组建的柏林特遣队。这支特遣队之后被改编为阿道夫·希特勒警卫旗队，即党卫队第1装甲师。1934年，党卫队设立了党卫队特别机动部队，该部与第1装甲师最终合并为武装党卫队。武装党卫队名义上由希姆莱指挥，而实际上具有完备的军事指挥作战体系。在第二次世界大战期间，武装党卫队从三个团发展到超过38个师并一直与国防军并肩作战。由于阿道夫·希特勒并不希望武装党卫队整编入军方或警方，这个独立存在的军事组织仅效忠于元首。

## 兵员募集
武装党卫队设立初期，希姆莱对入伍者的要求十分苛刻。1934年时，未婚、无犯罪记录、且雅利安血统可追溯到1800年前的德国公民才有入伍资格。同时，入伍者年龄须在17至23岁间，身高在1.74米以上（党卫队第1装甲师要求身高在1.78米以上）；入伍者还需出具牙齿健康和无视力矫正的医学证明。但到1938年，武装党卫队降低了入伍者的最低身高要求，也允许入伍者有最多6颗填补过的牙齿和散光或其它轻度视力缺陷。在第二次世界大战爆发后，武装党卫队不再严格执行要求对入伍者身体条件的筛查。1940年法国战役后，希特勒授权希姆莱招募“一切有关人士”（希姆莱语）以增加兵员数量。大量的丹麦人、荷兰人、挪威人、瑞典人和芬兰人以志愿者身份加入了武装党卫队并在德国军官的指挥下服役。不同于其它满足党卫队种族要求的部队，这些外籍部队仅被视作听从党卫队指挥的外籍人士而并非直属部队。
党卫队日耳曼指导处（德语：SS-Germanischen Leitstelle）或国家安全部的部分人员并未执行纳粹有关战争和占领的民族主义政策，而是选择了偏泛日耳曼主义的做法。其中包括削弱当地政治精英的权力，同时根据种族平等的原则将其他国家的日耳曼元素纳入帝国之中。日耳曼指导处的一位旗队领袖弗兰茨·里德韦格博士曾表示：
我们必须清楚地认识到，日耳曼政治只能由党卫队领导，不是由政府领导，更不是由党内大部分人的想法所领导！…我们不能通过刺刀把欧洲建为一个警察国度，我们必须要以大日耳曼为目标来塑造全欧洲
外籍军团的招募于1940年4月正式开始。当月建成了两个团：北地团（德语：Nordland；后整编入党卫队第11“北地”师）和西地团（德语：Westland；后整编入党卫队第5“维京”师）。随着人数的增加，志愿部队以军团（营级或旅级单位）为单位进行编组。这些部队一般由所谓的外籍日耳曼人和来自占领区的德裔军官组成。尽管元首明确表示了他禁止招募“劣等种族“士兵的要求，党卫队仍然接纳了无日耳曼背景的外籍士兵以应对人力短缺。部分外籍武装党卫队单位还负责执行维持治安等其它任务。
在德国执行了入侵苏联的巴巴罗萨计划之后，有大量来自维希法国、西班牙、比利时、捷克斯洛伐克占领区、匈牙利和巴尔干地区的士兵加入了武装党卫队。1942年2月，东南欧地区的武装党卫队征兵工作已经转变为对德国少数民族适龄人口的强制征兵。1942年后，有越来越多的非日耳曼部队出现在党卫队中。爱沙尼亚、拉脱维亚甚至波斯尼亚、黑塞哥维那、克罗地亚、格鲁吉亚、乌克兰、俄罗斯和哥萨克的男性都在动员范围内。到1943年，武装党卫队已经不能再被视作精锐部队了。此时的征兵工作大多奉行“数量大于质量”，大部分外籍部队仅有能力执行后卫任务。
武装党卫队特别设计了一套用于区分士兵种族背景的部队命名系统。所有日耳曼单位都以“SS”，即“党卫队”的缩写作为前缀，而所有的非日耳曼单位都以“Waffen”，即德语的“武装”作为前缀以区分。有日耳曼血统的志愿军（斯堪的纳维亚人、荷兰人和弗拉芒人）统一命名为“Freiwilligen”，即德语的“志愿者”。这其中也包括居住于第三帝国外的德裔士兵。此外，党卫队第5“维京”师还先后招募过来自丹麦、挪威、芬兰、瑞典和爱沙尼亚的士兵。尽管有人手不足的问题，武装党卫队仍然坚持纳粹的种族主义意识形态。1943年初，武装党卫队在西乌克兰的53,000名应征者中仅接收了12,643人，到1944年这一数字已经达到了22,000人。
党卫队第20爱沙尼亚师通过1943年的征兵工作招募了约5,000名士兵。党卫队在拉脱维亚的征兵工作甚至开展的更为顺利。到1944年为止，有超过100,000名士兵在拉脱维亚党卫队师团中服役。战争结束前，党卫队中服役的外籍士兵数约为“约500,000人”，其中包括被迫服役或被征召的人。历史学家马丁·古特曼认为党卫队中甚至存在来自“东欧和东南欧，包括来自巴尔干半岛的穆斯林士兵”。

## 战后

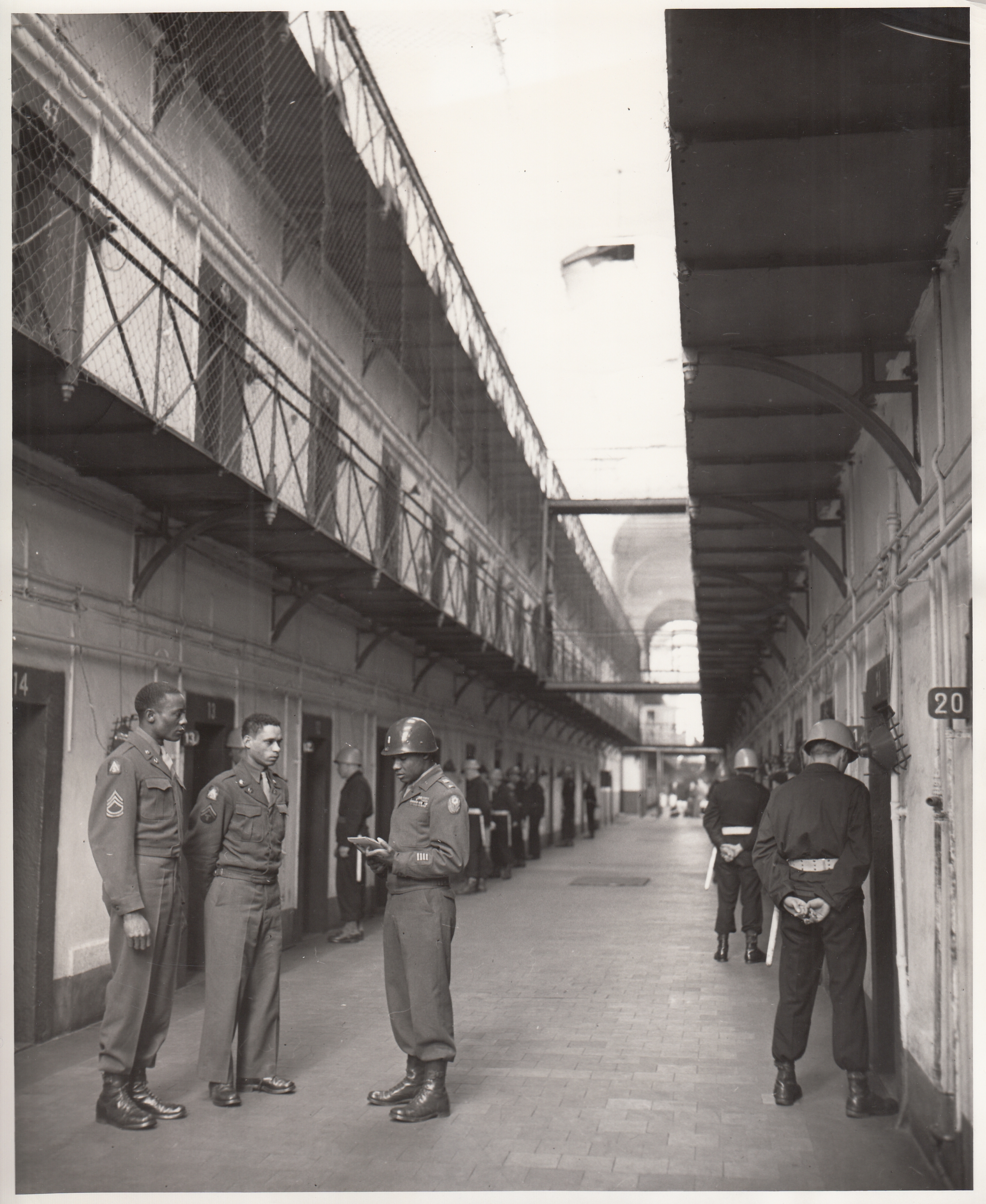
前武装党卫队波罗的海征召兵着黑色制服、蓝色头盔和白色腰带；他们在纽伦堡审判期间负责保护赫尔曼·戈林、鲁道夫·赫斯和其他纳粹高层

纽伦堡审判期间，作为党卫队“不可分割的部分”，同时考虑到其曾犯下战争罪行，武装党卫队被认定为犯罪组织。被迫加入党卫队且并未犯下战争罪行的征召兵并不受此裁决的影响。
比利时的纳粹合作者莱昂·德格雷勒在被比利时当局判处死刑后潜逃至西班牙。1946年，大约150名曾于苏联作战的波罗的海士兵被从瑞典引渡至苏联。
党卫队第15哥萨克骑兵军的士兵在战争结束后在奥地利向英国军队投降。尽管英军向他们保证不会将其遣送回国，但哥萨克战俘仍然被强制遣送回苏联。大多数哥萨克战俘及其家人最终因叛国罪而被处决。
战后，同盟国认定党卫队中的波罗的海士兵在目的、意识形态和具体行动上与德国党卫队士兵有明显的区别。1946年的纽伦堡审判裁定被征入武装党卫队的爱沙尼亚人、拉脱维亚人和立陶宛人并非罪犯，因为他们“被夹在两个威权政权之间，并被迫受双方支配”。
前加利西亚党卫队中的约11,000名乌克兰士兵在战后向西逃往意大利，并向英国人投降。他们中有3,000人被遣返回苏联，更多的士兵在里米尼流浪。其中许多人因冷战带来的政治局势变化最终成为英国或加拿大的公民。

## 武装党卫队招募的外籍部队

### 阿尔巴尼亚
共6,500-8,000名士兵
- 党卫队第21“斯坎德培”武装山地师，约7,000人[36][37]
- 党卫队警察自卫团（英语：SS Polizei-Selbstschutz-Regiment Sandschak）[38]

### 白俄罗斯
- 党卫队第30武装掷弹兵师（白俄罗斯第1师）[39]

### 比利时

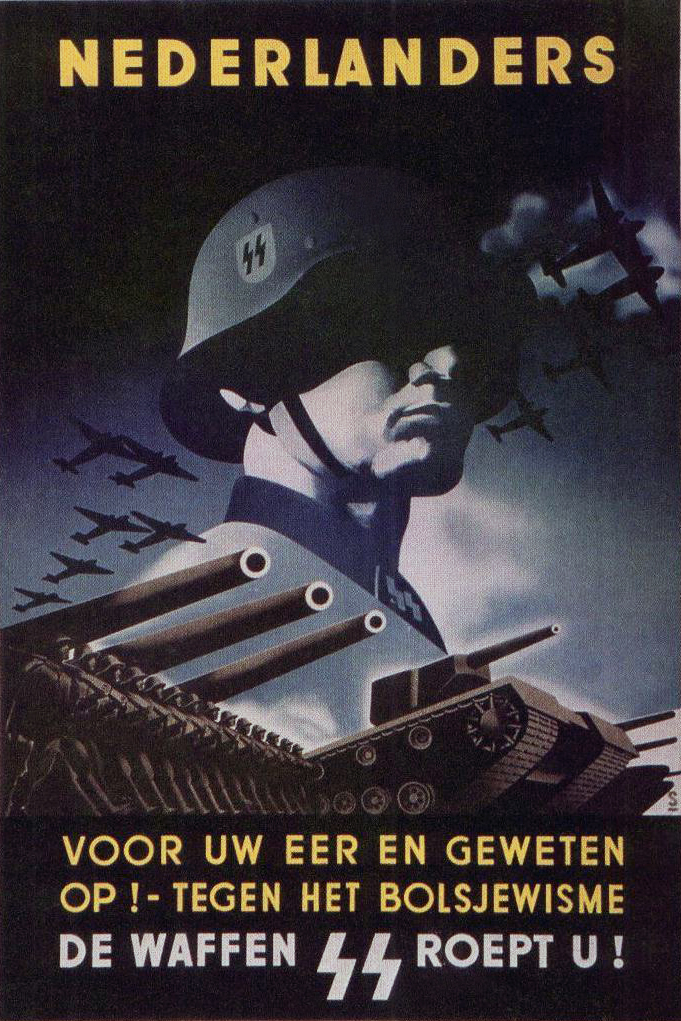
鼓励人们入伍的海报

共约18,000名士兵（其中弗拉芒士兵和瓦隆士兵人数大体相当）
- 党卫队自由志愿军团，875名士兵（1941年统计）[41]
- 党卫队“西北”志愿旗队团[36]
- 党卫队第5瓦隆志愿突击队[36]
- 党卫队第6朗格马克志愿突击队[36]
- 党卫队第27“朗格马克”志愿掷弹兵师[36]
- 党卫队第28“瓦隆”志愿装甲掷弹兵师[36]
- 党卫队第5“维京”师中的弗拉芒志愿者[42]

### 波西米亚和摩拉维亚
共77名士兵
于1945年3月中旬设立，从未投入过战斗
- 圣瓦茨拉夫连（英语：Government Army (Bohemia and Moravia)）[43]

### 保加利亚
共约700名士兵
- 党卫队武装掷弹兵团（保加利亚第1团）[44]

### 高加索人
- 党卫队高加索志愿旅（英语：Azerbaijani SS volunteer formations）（德语：Kaukasischer Waffen-Verband der SS）[45]

### 克罗地亚
- 党卫队德国-克罗地亚警务队（英语：German-Croatian Police）（德语：Deutsch-Kroatische Polizei）[46]
- 党卫队第13“弯刀”武装山地师（克罗地亚第1师）[47]
- 党卫队第23“卡玛”武装山地师（克罗地亚第2师）[47]
- 党卫队第7“欧根亲王”志愿山地师[48]
- 党卫队第9克罗地亚山地军[49]

### 丹麦
共约6,000名士兵
- 丹麦自由军团，1,164名士兵（1941年统计）[41]
- 武装党卫队中的丹麦志愿者，其中大部分都在党卫队“维京”师和党卫队“北地”师中服役[51]

### 爱沙尼亚
共约20,000名士兵
- 党卫队第20武装掷弹兵师（爱沙尼亚第1师）
- 党卫队第3爱沙尼亚志愿旅（英语：3rd Estonian SS Volunteer Brigade）

### 芬兰
共约1,180-3,000名士兵
- 武装党卫队芬兰志愿营[47][54][55]

### 法国
共约9,000名士兵
- 党卫队法国志愿突击旅（英语：SS Volunteer Sturmbrigade France），1,688名士兵（1944年6月30日统计）[47][56]
- 党卫队第33“查理曼”武装掷弹兵师（法国第1师），约7,340名士兵[47][57]
- 党卫队布列塔尼武装联盟（英语：Bezen Perrot），约80名士兵[58]

### 匈牙利
共约20,000名士兵
- 党卫队“内伊”团，约3,100名士兵[59]
- 党卫队第1匈牙利滑雪步兵营[60]
- 党卫队第22“玛丽亚 · 特蕾莎”志愿骑兵师[47]
- 党卫队第25“匈雅提”武装掷弹兵师（匈牙利第1师）[47]
- 党卫队第26武装掷弹兵师（匈牙利第2师）[47]
- 党卫队第33武装骑兵师（英语：33rd Waffen Cavalry Division of the SS (3rd Hungarian)）（匈牙利第3师）[47]

### 冰岛
约20-40名冰岛士兵曾在武装党卫队中服役，其中包括冰岛第一任总统斯温·布扬松（任期1944年-1952年）的儿子比约恩·斯文森·布杨松（冰岛语：Björn Sveinsson Björnsson）。 

### 印度
共约4,500名士兵
- 党卫队印度志愿军团（英语：Indian Legion）[61]

### 意大利
共约15,000名士兵
- 意大利志愿军团[62]
- 党卫队第24“喀斯特猎手”武装山地师[61]
- 党卫队第29武装掷弹兵师（意大利第1师）[61]

### 拉脱维亚
共约60,000-80,000名士兵
- 党卫队第6志愿军
  - 拉脱维亚军团[61]
    - 党卫队第15武装掷弹兵师（拉脱维亚第1师）[61]
    - 党卫队第19武装掷弹兵师（拉脱维亚第2师）[61]

### 荷兰
共约20,000-25,000名士兵
- 党卫队“尼德兰”志愿军团，2,559名士兵（1941年统计）[41]
- 党卫队“西北”志愿旗队团[61]
- 党卫队“尼德兰风暴”志愿掷弹兵旅[61]
- 党卫队第4“尼德兰”志愿装甲掷弹兵旅[61]
- 党卫队第5“维京”装甲师“西地”旗队团[61]
- 党卫队第23“尼德兰”装甲掷弹兵师[61]
- 党卫队第34“尼德兰风暴”志愿掷弹兵师[61]

### 挪威
共约6,000名士兵
- 党卫队“挪威”志愿军团，1,218名士兵（1941年统计）[45][41]
- 党卫队“挪威”滑雪步兵旅（英语：SS Ski Jäger Battalion "Norwegen"）[45]
- 党卫队第23“挪威”志愿装甲掷弹兵团（隶属于党卫队第11“北地”志愿装甲掷弹兵师）[65]
- 党卫队第5“维京”装甲师中的挪威志愿者[66]

### 罗马尼亚
共约250,000-300,000名士兵
- 党卫队武装掷弹兵团（罗马尼亚第1团）（英语：Waffen Grenadier Regiment of the SS (1st Romanian)）[45]
- 党卫队武装掷弹兵团（罗马尼亚第2团）[45]

### 俄罗斯
- 党卫队第29“罗纳”武装掷弹兵师（俄罗斯第1师）[39]
- 卡明斯基旅，即“罗纳”武装突击旅[45]

### 塞尔维亚
- 塞尔维亚志愿军[67]

### 西班牙
共约300名士兵
- 党卫队西班牙101志愿连[68]
- 党卫队西班牙102志愿连[45]

### 瑞典
- 武装党卫队“芬兰堡”卫队
- 历史学家估计约100-300名瑞典志愿者加入了武装党卫队，其中包括党卫队第5“维京”装甲师和党卫队第3“日耳曼”装甲军等部队。[69][70]

### 瑞士
总共约1,300名瑞士士兵自愿加入武装党卫队服役。

### 突厥人
- 党卫队东突厥武装联盟（英语：Azerbaijani SS volunteer formations）（德语：Osttürkische Waffen-Verbände der SS）[45]
- 党卫队鞑靼山地猎兵团[45]
- 党卫队武装山地旅（鞑靼第1旅）[39]

### 乌克兰
共约20,000名士兵
- 党卫队第14武装掷弹兵师（即加利西亚第1师）[39]
- 党卫队第30武装掷弹兵师中的乌克兰志愿者[72]
- 迪勒旺格旅（英语：Dirlewanger Brigade）的乌克兰志愿者。[72]

### 英国
共54名士兵
- 不列颠自由军团[39]

### 引用
1. 1 2  Stein 1984，第133頁.
2. ↑  Stein 1984，第23頁.
3. 1 2  Flaherty 2004，第144頁.
4. ↑  McNab 2009，第56, 57, 66頁.
5. ↑  Reitlinger 1989，第84頁.
6. ↑  McNab 2009，第56–66頁.
7. ↑  Weale 2010，第201–204頁.
8. 1 2  Weale 2010，第204頁.
9. 1 2  Stein 1984，第150, 153頁.
10. ↑  Koehl 2004，第213–214頁.
11. 1 2  Longerich 2012，第500, 674頁.
12. ↑  Longerich 2012，第769頁.
13. 1 2  Wegner 2010，第298頁.
14. 1 2  Kott, Bubnys & Kraft 2017，第162頁.
15. ↑  Stein 1984，第172, 179頁.
16. ↑  Longerich 2012，第611, 612頁.
17. ↑  Stein 1984，第178–189頁.
18. ↑  Wegner 1990，第307, 313, 325, 327–331頁.
19. 1 2  Młynarczyk et al. 2017，第200頁.
20. ↑  Stein 1984，第xvi, xviii, 151–164, 168–178頁.
21. ↑  Hale 2011，第324頁.
22. ↑  Młynarczyk et al. 2017，第166–167頁.
23. ↑  Młynarczyk et al. 2017，第167頁.
24. 1 2  Plakans 2011，第357頁.
25. ↑  Gutmann 2017，第31頁.
26. ↑  Flaherty 2004，第155, 156頁.
27. ↑  Stein 1984，第251頁.
28. ↑  Avalon Project–Yale University, Judgement: The Accused Organizations.
29. ↑  Griffiths 2005，第144頁.
30. ↑  Buttar 2013，第329–330頁.
31. ↑  Mueggenberg 2020，第264–273頁.
32. ↑  U.S. Government 1949，第174–177頁.
33. ↑  Mole 2012，第48頁.
34. ↑  Hale 2011，第379頁.
35. 1 2 3 4  McNab 2009，第95頁.
36. 1 2 3 4 5 6 7  Hale 2011，第387頁.
37. ↑  Tomasevich 2002，第154頁.
38. ↑  Bougarel et al. 2017，第266頁.
39. 1 2 3 4 5  Hale 2011，第391頁.
40. ↑  Stein 1984，第136頁.
41. 1 2 3 4  Stein 1984，第154頁.
42. ↑  Mitcham 2007，第1942頁.
43. ↑  Littlejohn 1987b，第238頁.
44. ↑  Rikmenspoel 2004，第183頁.
45. 1 2 3 4 5 6 7 8 9  Hale 2011，第390頁.
46. ↑  Tomasevich 2002，第268頁.
47. 1 2 3 4 5 6 7 8 9  Hale 2011，第388頁.
48. ↑  Cohen & Riesman 1996，第100頁.
49. ↑  McCroden & Nutter 2019，第122頁.
50. ↑  Stein 1984，第136, 137頁.
51. ↑  Hale 2011，第203, 388頁.
52. ↑  Müller 2012，第169頁.
53. ↑  Stein 1984，第161頁.
54. ↑  Lappalainen 1997，第114-115頁.
55. ↑  Jokipii 2002，第158-160頁.
56. ↑  Forbes 2010，第62頁.
57. ↑  Littlejohn 1987，第170, 172頁.
58. ↑  Muñoz & Pavlović 2005，第165頁.
59. ↑  Bernád & Kliment 2015，第295頁.
60. ↑  Kursietis & Munoz 1999，第61頁.
61. 1 2 3 4 5 6 7 8 9 10 11 12  Hale 2011，第389頁.
62. ↑  McNab 2009，第325–326頁.
63. ↑  Rikmenspoel 2004，第189頁.
64. ↑  Stein 1984，第136–137頁.
65. ↑  Mitcham 2007，第1949頁.
66. ↑  Bender 1971，第132頁.
67. ↑  Tomasevich 2002，第189頁.
68. 1 2  Rikmenspoel 2004，第192頁.
69. ↑  Larsson 2015，第28頁.
70. ↑  Larsson 2015，第119, 249頁.
71. ↑  Gutmann 2017，第20頁.
72. 1 2 3  Rikmenspoel 2004，第193頁.
73. ↑  Thurlow 1998，第168頁.